# Kristna skolan
Kristna skolan, även WE ARE ONE CHURCH’s kristna skola sedan 2019 och tidigare Södermalmkyrkans kristna skola, är en fristående konfessionell skola med kristen inriktning i Hammarbyhöjden i Stockholms södra ytterstad. Den är belägen vid Petrejusvägen 42. Skolan grundades 1986 av frikyrkan Södermalmskyrkan i Stockholm och dess dåvarande pastor Bror Spetz. Sedan 1990 är skolan förlagd till de lokaler som uppfördes för Hammarby folkskola 1943–1944. De kulturhistoriskt värdefulla skolbyggnaderna ritades av Paul Hedqvist och uppfördes 1943–1944 av Carl Zetterberg och Stockholms folkskoledirektion. Fastigheten är grönmärkt av Stadsmuseet i Stockholm.

## Uppdrag granskning
Augusti 2022 släppte Uppdrag granskning reportaget "Skola för Guds skull" i fyra avsnitt i vilken de granskade konfessionella skolor i Sverige. En av de granskade skolorna var Kristna skolan. Före detta elever på skolan som intervjuas berättar om att frånvaro från frivillig morgonbön resulterade i anmärkning för sen ankomst och kvarsittning; tungomålstal; abortmotstånd; att man ska leva renlärigt; att homosexualitet är förbjudet; att en lärare jagade ut demoner i klassrummet före lektion samt slog i väggarna och ropade Jesu blod i dem; samt att elever uppmuntrades att utföra handpåläggning.
Samma månad gav Kristna skolan skriftlig respons på reportaget. Skolan nämner att händelserna ägde rum för många år sedan, uttrycker sorg över inverkan av de omtalade händelserna på de intervjuade, och framhåller att de har vidtagit kraftiga åtgärder i de fall händelserna har rapporterats till skolledningen.